# Bhinmal
Bhinmal (भीनमाल), ook bekend als Shrimal, is een stad in het district Jalore in de deelstaat Rajasthan in India. De stad ligt 72 km ten zuiden van de stad Jalore. De naam Bhinmal is afgeleid van het woord 'Shrimal'. Bhinmal was de hoofdstad van het Gujarat uit de oudheid. Volgens sommige bronnen werd dit rijk met als hoofdstad Bhinmal (of Srimal) gesticht door de Gujjars. 
De stad was in de zevende eeuw de geboorteplaats van de dichter Mahakavi Magha en de wiskundige en astronoom Brahmagupta.

## Geschiedenis van Bhinmal
In 640-41 na Christus beschreef de Chinese reiziger Xuanzang (Hieun Tsang) het koninkrijk  Kiu-che-lo (geïdentificeerd als Gurjara) in zijn reisverhalen. Hij stelde dat de Gurjars heersten over een welvarend en volkrijk koninkrijk met als hoofdstad in Bhinmal (Pilo-mo-lo). Volgens de commentator M. Vivien de St. Martin staat Su-la-cha voor het moderne Gujarat, en Kiu-che-lo (Gurjjara), zou "het land van de Gujaren" representeren, de regio tussen de rivier de Anhilwara en de Indus. De koning van de stad was een Kshatriya, die geëerd werd voor zijn wijsheid en deugdzaamheid, een gelover in de Boeddha. In die tijd domineerde het brahmanisme de stad. Er was slechts een boeddhistisch klooster met 100 monniken. 
Er waren vele tempels in de stad, waaronder verschillende voor de hindoegoden - Ganapatis, Kshetrapalas, Chandikadevis, Shivalingas en anderen. De 'Jagatsvami'-tempel was een van oudste en beroemdste tempels van Rajasthan. Deze tempel had een mooie overwelfde zuilengang en werd mogelijk gebouwd tijdens de regering van Gurjara Pratiharas, die de zon aanbaden. In de hindoemaand 'Asvin' werd er in deze tempel een festival gehouden.
Er waren ook een aantal jaïnistische tempels in de stad, waarvan de tempel voor de Tirthankar, nu gewijd aan de 24e jaïn Mahavira, de beroemdste was. In oude tijden zou deze tempel gebouwd zijn door koning Kumarpal en zijn opgericht door Acharya Hemachandra, gewijd aan de 1e jaïn Tirthankar, Rishabhadev.
Bhinmal was een beroemd centrum van onderwijs en kennis. De geleerden van de stad waren wijd en zijd bekend. Brahmagupta werd in 598 na Christus geboren in Bhillamala (het moderne Bhinmal), dat toen deel uitmaakte van het Harsha-rijk. Het eerste deel van zijn leven leefde hij in Bhinmal. Het tweede deel van zijn leven woonde hij in Ujjain, waar hij het hoofd was van het astronomisch observatorium. De bekende dichter Magha, de auteur van de Sisupalavadha, leefde hier rond 680. De jaïnistische geleerde Siddharshi Gani, ook een inwoner van Bhinmal, schreef in 905 de Upmitibahava prapancha katha
Muhammad Khilji vernietigde, toen hij in 1310 Jalore veroverde, ook Bhinmal (Srimala). Voor die tijd was Srimala een van de belangrijkste steden van Noord-India. De plattegrond van de stad had een vierkante vorm en bezat 84 poorten. De vier belangrijkste daarvan waren: acht kilometer ten noorden van de stad lag de Jalor-poort, in het zuiden de Laxmi-poort, in het oosten de Zonnepoort en in het westen de Sanchori-poort.
De kroniek de 'Kanhadade Prabandha' uit het midden van de vijftiende eeuw beschrijft vele islamitische aanvallen op Bhinmal.

## Geografie
Bhinmal ligt op 146 meter boven de zeespiegel en ligt op 25.0 noorderbreedte, 72.25 oosterlengte. 

## Referentie
1. ↑  Volkstelling van 1 maart 2001 (via archive.org)